# 프렌치 아페티트
S.A.R.L French appétit ( 프랑스어 발음: [fʁɛnʃ‿apeti] ), 더 일반적으로 French appétit로 알려진 유한 책임 사항 회사로 프랑스 파리에 본사가 있다. French appétit는 식품 및 위생 관련 빠르게 움직이는 소비재를 판매하는 국제 소매업체이자 도매업체이다. 회사는 파리에 본사를 두고 있으며, 프랑스의 Trappes 및 Châlons-en-Champagne 시에서도 사업을 운영하고 있다.
프랑스 상인이자 데이터 분석가이며, IÉSEG 경영대학원 졸업생인 Rafik Zribi가 2023년에 파리에서 설립했다.
이 브랜드는 처음에 국제 고객들에게 프랑스 스낵 상자를 판매하는 구독 기반 비즈니스 모델을 주요 전략으로 채택했다. 그러나 시간이 지나면서 제품 공급을 확대하기 위해 도매 옵션도 추가했다.